# 대한민국 형사소송법 제280조
대한민국 형사소송법 제280조는 공판정에서의 신체구속의 금지에 대한 형사소송법의 조문이다.

## 조문
제280조(공판장에서의 신체구속의 금지)공판장에서는 피고인의 신체를 구속하지 못한다. 다만, 재판장은 피고인이 폭력을 행사하거나 도망할 염려가 있다고 인정하는 때에는 피고인의 신체의 구속을 명하거나 기타 필요한 조치를 할 수 있다.  <개정 1995.12.29.>

## 참고 문헌
- 손동권 신이철, 새로운 형사소송법(초판, 2013), 세창, 2013. ISBN 9788984114081